# リサ・ジェイカブ
リサ・ジェイカブ（Lisa Jakub, 1978年12月27日 - ）は、カナダ出身の元女優である。

## 来歴
1978年、カナダ・オンタリオ州のトロントに生まれる。スロバキア系、ウェルシュ、スコットランド系の家庭であった。
1985年にジョン・マルコヴィッチ、リンダ・ハントらが出演のドラマ映画『Eleni』で映画デビュー。その後は『新・ヒッチコック劇場』などのテレビドラマシリーズへ出演してキャリアを重ねた。出演作で特に知られているのは1993年に出演したロビン・ウィリアムズ主演のコメディ映画『ミセス・ダウト』で、同作品ではウィリアムズ演じる主人公ダニエル・ヒラードの大人びた長女リディア役を演じている。
1996年にはローランド・エメリッヒ監督のSFパニック映画『インデペンデンス・デイ』へも出演。1999年に出演した短編コメディ映画『恋に落ちたジョージ・ルーカス（英語版）』では、ジョージ・ルーカスの代表作『スター・ウォーズ』の発想が彼の冴えない学生時代から来ているという設定のもと、ジェイカブはレイア姫さながらの女学生を演じて印象を残している。

### 私生活
2001年の22歳の時に女優業を引退。その後は長年のパートナーだったハリウッドの劇場マネージャー、ジェレミー・ジョーンズと結婚してバージニア州へ移住した。現在は作家などの活動を行っている。

## 出演作品

### 映画
- Eleni (1985)
- The Right of the People (1986) ※テレビ映画
- Christmas Dove (1986)
- Once Upon a Giant (1988) ※テレビ映画
- グローリー! グローリー! Glory! Glory! (1989) ※テレビ映画
- The Phone Call (1989)
- ランブリング・ローズ Rambling Rose (1991)
- The Rape of Doctor Willis (1991) ※テレビ映画
- おばあちゃんの贈り物 The Story Lady (1991) ※テレビ映画
- マチネー/土曜の午後はキッスで始まる Matinee (1993)
- ミセス・ダウト Mrs. Doubtfire (1993)
- Vendetta II: The New Mafia (1993)
- A Child's Cry for Help (1994)
- Fight for Justice: The Nancy Conn Story (1995)
- ピクチャー・パーフェクト Picture Perfect (1995)
- インデペンデンス・デイ Independence Day (1996)
- The Beautician and the Beast (1997)
- エッジ・オブ・イノセンス On the Edge of Innocence (1997)
- Newton: A Tale of Two Isaacs (1997)
- Painted Angels (1998)
- オーバー・ザ・ムーン A Walk on the Moon (1999)
- 恋に落ちたジョージ・ルーカス George Lucas in Love (1999) ※短編
- The Royal Diaries: Isabel - Jewel of Castilla (2000)
- Double Frame (2000)

### テレビドラマ
- Kay O'Brien (1986)
- 13日の金曜日 テレビシリーズ Friday the 13th (1987, 1989)
- 新・ヒッチコック劇場 Alfred Hitchcock Presents (1988)
- Emergency Room (1988)
- トワイライト・ゾーン The Twilight Zone (1989)
- War of the Worlds (1990)
- Night Court (1990)
- 騎馬警官 Due South (1994)
- メントーズ Mentors (1999)
- ジャック&ジル Jack & Jill (1999)